# Montgalhard de Saliás
Montgalhard de Saliás (francès Montgaillard-de-Salies) és un municipi del departament francès de l'Alta Garona, a la regió d'Occitània.